# واحد پاسخ‌گویی خانواده
واحد پاسخ‌گویی خانواده دفتری از پلیس ملی افغانستان بود که با خشونت خانگی، و قربانیان جرم زن و کودک و همچنین رسیدگی به مظنونان زن سروکار داشت. این واحد در سال ۲۰۰۶ در کابل تأسیس شد و افسران پلیسی که توسط مأموریت کمک سازمان ملل در افغانستان (یوناما) آموزش دیده بودند، در آن کار می‌کردند.